# Ray McCallum, Jr.
Ray Michael McCallum, Jr. (Madison, 12 de junho de 1991) é um jogador de basquete profissional que atualmente joga pelo Unicaja Malaga na Liga Endesa.

## Estatísticas na NBA

### Temporada Regular
| Ano      | Equipe           | PJ | PT | MPJ  | AP   | 3P   | LL   | RT  | AS  | BR  | TO  | PPJ |
| -------- | ---------------- | -- | -- | ---- | ---- | ---- | ---- | --- | --- | --- | --- | --- |
| 2013–14  | Sacramento Kings | 45 | 10 | 19.9 | .377 | .373 | .744 | 1.8 | 2.7 | 0.5 | 0.2 | 6.2 |
| Carreira |                  | 45 | 10 | 19.9 | .377 | .373 | .744 | 1.8 | 2.7 | 0.5 | 0.2 | 6.2 |